# 鋒明興業
鋒明興業股份有限公司是發跡於台灣彰化的自行車坐墊製造公司，是東協最大的自行車坐墊製造商，也是全球前五大自行車坐墊製造商之一，旗下品牌的全球市佔率約6%。

## 歷史
鋒明興業草創初期明為廣興坐墊廠，以生產機車坐墊、運動器材坐墊和辦公椅椅墊為主，1982年開始從事自行車坐墊代工生產。1999年，蔡文瑞隨黃世惠等同業赴東南亞考察，認為越南與台灣的文化相似性較高，再加上已認識幾位到越南設廠的台商，便決定在越南設廠，他以借來的新台幣一千萬成立工廠，在2000年正式開工，2006年進軍柬埔寨，2009年與義大利品牌SMP建立合作同盟。
2014年越南排華暴動期間，鋒明興業旗下的六千坪廠房遭到燒毀，有許多員工受傷，一位中國大陸籍包商因此喪命，蔡文瑞的三弟、亦是鋒明興業副總的蔡仁賓也因躲在垃圾堆裡避難，一度與家人失聯。鋒明的會計師評估整體損失達新台幣3.4億元。蔡文瑞決定重建，並迅速租廠恢復生產，之後鋒明逐漸恢復產能，2017年時，越南的員工數量達650人左右。2018年時年營業額已達新台幣5億元，是東協最大、也是世界前五大自行車坐墊製造商，全球市占率達6%。在嚴重特殊傳染性肺炎疫情期間，因歐美各國鼓勵民眾以自行車取代大眾運輸工具，帶動鋒明的訂單增加。

## 外部連結
- 鋒明集團DDK